# (5600) 1991 UY
1991 يو واي (ويعرف أيضًا باسم (5600) 1991 يو واي وفق تسمية الكوكب الصغير) (بالإنجليزية: 1991 UY)‏ هو كويكب ضمن حزام الكويكبات؛ وترتيبه 5600 من حيث الاكتشاف.
اكتُشف هذا الجُرم الفلكي بواسطة هيروشي كانيدا في 18 أكتوبر 1991.

## وصلات خارجية
- (5600) 1991 UY في قاعدة بيانات مختبر الدفع النفاث لأجرام النظام الشمسي الصغيرة

- الاكتشاف · مخطط المدار ·  العناصر المدارية · المعلمات المادية

- (5600) 1991 UY على موقع ويكي سكاي: DSS2, SDSS, GALEX, IRAS, Hydrogen α, X-Ray, Astrophoto, Sky Map, Articles and images